# Вила Веля
Вила Веля (в превод Стар град) е крайбрежен град в щата Еспирито Санто, Югоизточна Бразилия. Населението му е 407 579 жители (2008 г.), а площта 208 кв. км. Намира се в часова зона UTC-3. Основан е на 23 май 1535 г. В Вила Веля е базиран един от най-големите производители на шоколад в Бразилия – Гарото – фирма основана от немския емигрант Хайнрих Майерфройнд.

## История
Вила Веля е най-старата община на щата Еспирито Санто и е била негова първоначална столица. Собственикът на колонията в която в наши дни е щатът се връща в Португалия около 1550 г., за да привлече повече колонисти, тъй като със съществуващите не е било възможно да се поддържа колонията. След като се връща в Бразилия обаче установява, че е имало сблъсъци между колонистите, робите и индианците, което е накарало жителите му да избягат на остров Витория. Впоследствие Витория става столица на Еспирито Санто.